# Falésia
Falésia, arriba ou costa alta é um acidente geográfico constituído por uma encosta íngreme ou vertical. Geralmente estes termos referem-se a formações litorâneas, mas também podem ser consideradas aquelas encontradas em montanhas, falhas e margens de rios. Quando uma falésia tem grandes dimensões é chamada de penhasco.
Falésias são escarpas que terminam ao nível do mar e encontram-se permanentemente sob a ação erosiva do mar. As ondas desgastam constantemente a costa, o que por vezes pode provocar desmoronamentos ou instabilidade da parede rochosa. Com as mudanças climáticas, o nível do mar pode descer, deixando entre a falésia e o mar um espaço plano. Passa-se a chamar, então, uma arriba fóssil. As falésias são geralmente constituídas de camadas sedimentares ou vulcano-sedimentares, acompanhando a linha costeira. No Nordeste brasileiro são conhecidas como formações do grupo Barreira.
Aparecem no litoral meridional do Brasil: no Rio de Janeiro, no Espírito Santo e no litoral do Rio Grande do Sul, como por exemplo na Praia de Torres onde ocorre a proximidade da Serra do Mar com o litoral. Há também as Falésias de Marataízes, localizada no litoral sul do estado Capixaba, no Rio Grande do Norte, localizadas na Praia de Pipa e também as falésias da praia de Tambaba (PB), Canoa Quebrada (CE) e a Falésia do Gunga (AL) no litoral sul de Alagoas e as localizadas em cidades como Porto Seguro, Prado e Mucuri, no sul e extremo-sul da Bahia. Um litoral de falésias é indicativo de movimentos positivos do relevo, seja por eustasia seja por epirogênese.
A localização das mais altas falésias do mundo depende também da definição do conceito. O Guinness World Records afirma que a mais alta falésia do mundo fica em Kalaupapa, Havaí.

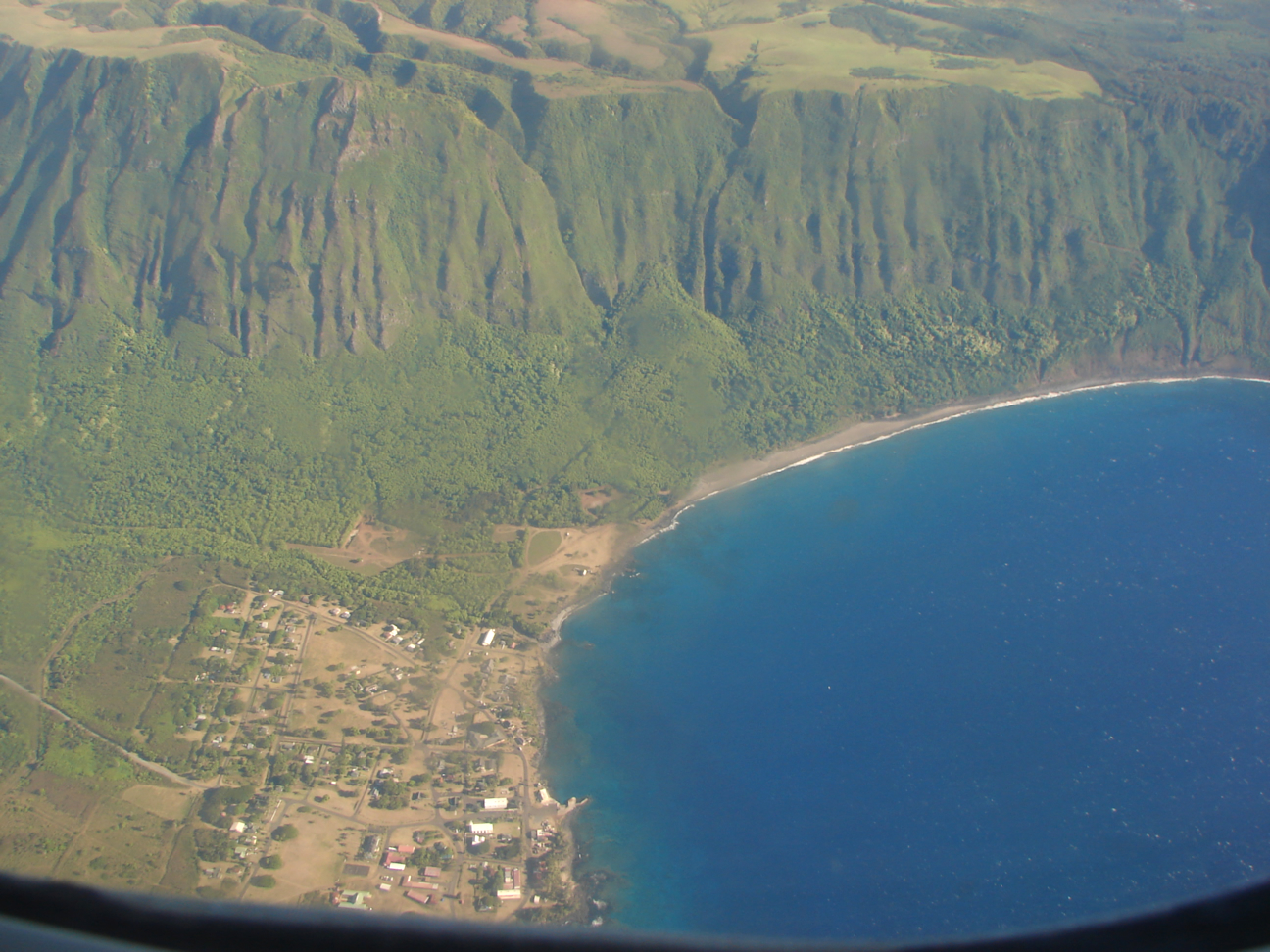
Kalaupapa seção formam uma barreira natural entre a Península de Kalaupapa e "Topside" Molokaʻi